# Carlos Miguel
Carlos Miguel da Silva Junior est un footballeur brésilien, né le 12 juin 1972 à Bento Gonçalves.

## Carrière
Il débute sous les couleurs de Grêmio en 1992, mais c'est l'année suivante qu'il s'impose vraiment, sous les ordres de Luiz Felipe Scolari. Il remporte la Copa Libertadores en 1995. 
Il quitte le Brésil pour le Vieux Continent et signe au Sporting Portugal. Il ne parvient pas à s'adapter et retourne au pays dans le club de São Paulo. Ses bonnes performances dans son nouveau club sont récompensées par une sélection pour la Coupe des confédérations 2001. Il participe à tous les matchs et marque un but lors de la victoire contre le Cameroun. Ce seront ses seuls matchs disputés avec le maillot auriverde. 
Il rejoue ensuite au Gremio puis prend sa retraite après deux saisons passées aux Corinthians.

## Palmarès
- Vainqueur de la Copa Libertadores en 1995 avec Grêmio